# Mezopotámie (provincie)

Provincie Mezopotámie roku 117

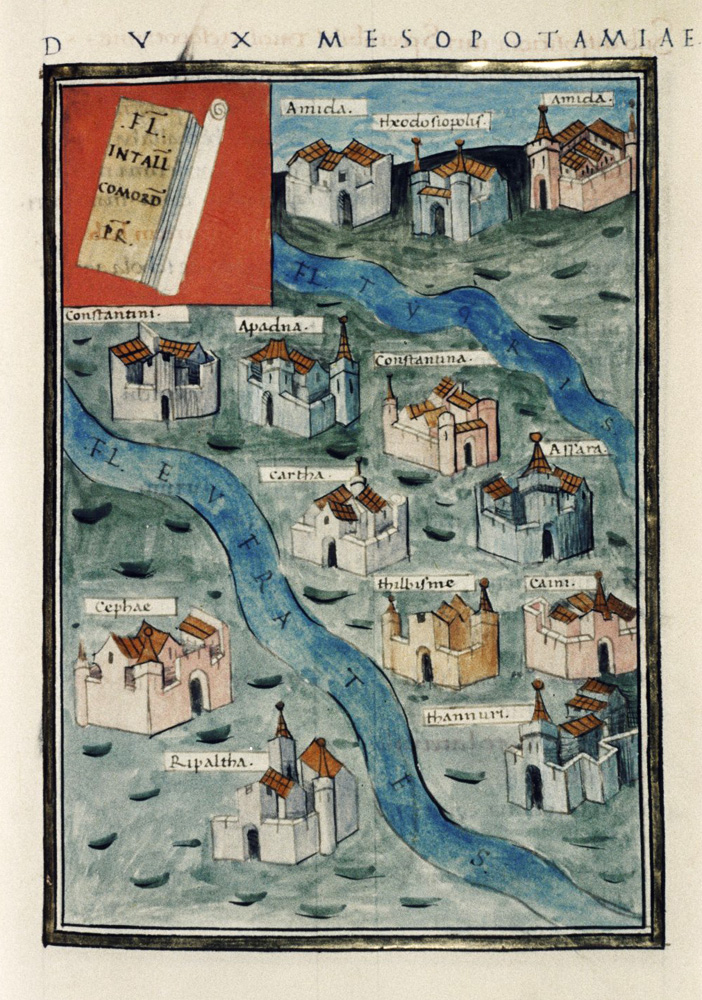
Mapa římských osad v Mezopotámii z roku 1436

Mezopotámie, latinsky Mesopotamia, řecky Μεσοποταμίας, byla provincie Římské říše. Existovala krátce v letech 116–117 a poté znovu v letech 198–637, tedy přešla i do správního systému navazující Byzantské říše. V prvém případě byl jejím zakladatelem císař Traianus, jejím obnovitelem byl císař Septimius Severus. Zanikla roku 637 po invazi rašídského chalífátu. Nacházela se v jižní Anatolii a táhla se dále na jihovýchod, zasahovala na území dnešních států Turecko, Irák a Sýrie. Hlavními městy byly Amida (dnešní Diyarbakır ve východním Turecku), Nisibis (Nusaybin, Turecko) a Dara (dnešní turecký Oğuz). Dnes centrální oblast této římské provincie obývají především Kurdové.
Traianus první mezopotámskou provincii vytvořil z územní kořisti, již získal na úkor Parthské říše při svém tažení na východ. Jeho nástupce Hadrián se ale ihned po nástupu na trůn všech takto dobytých území vzdal a vrátil hranici říše na Eufrat - proto provincie tak rychle zanikla. Severní Mezopotámie, včetně Osroéné, se dostala znovu pod římskou kontrolu díky výpravě Lucia Vera v letech 161–166, ale nebyla zorganizována do podoby provincie; místo toho byli ponecháni u moci místní vládci jako vazalové, byť zde vznikly římské vojenské posádky, zejména v Nisibisu. Po vzpouře guvernéra provincie Syria a uzurpátora Pescennia Nigera vítězný císař Septimus Severus nejprve vytvořil římskou provincii z Osroéné, a pak se pustil do války s Parthy. Dobyl značnou část jejich území, a protože tím navazoval na Traiana a jeho dávný výboj na východ, zopakoval i jeho akt založení provincie Mesopotamia, k níž přičlenil i Osroéné. Nová provincie byla však územně menší než původní Traianova.
Po zbytek své existence byla nová provincie jablkem sváru mezi Římany a jejich východními sousedy. Ve zmatku, který následoval po Roku šesti císařů, v roce 239, Ardašír I. (r. 224–241), zakladatel nové Sásánovské říše, která nahradila skomírající říši Parthů, oblast obsadil. Římané obnovili kontrolu v roce 243. Okolo roku 250 zaútočil na provincii perský šáh Šápúr I. Bojoval pak s římským císařem Valeriánem, kterého v roce 260 zajal v Edesse. V dalším roce byl však Šápúr na hlavu poražen Odaenathem a vyhnán z Mezopotámie. Odaenathus se pak stal římským klientským králem v nově založeném Palmýrském království. Nisibis a Singara byly ztraceny po debaklu Julianovy perské výpravy v roce 363 a hlavní město bylo přeneseno do Amidy. Po potížích, kterým byzantské síly čelily v anastasijské válce se Sásánovci v letech 502–506, postavil císař Anastasius I. (vládl 491–518) novou pevnost Dara a učinil z ní nové centrum provincie. Během reforem Justiniána I. (vládl 527–565) byla provincie rozdělena: severní okresy připadly nové provincii Arménie IV, zatímco zbytek byl rozdělen na dvě jednotky, jednu s centrem v Amidě, druhou v Daře. Provincie velmi trpěla během téměř neustálých válek s Persií v 6. století. V roce 573 Peršané dokonce zabrali Daru. Byzanc ji roku 591 získala zpět. Ve velké válce v letech 602–628 provincii znovu ovládli Peršani. Byzantinci ji ještě jednou získali zpět, ale natrvalo ztratili po muslimských výbojích v letech 633–640.